# Ново-Рябинівський район
Ново-Рябинівський район — район УРСР, що існував у 1923—1925 роках. Центр — село Нова Рябина.
Створений 1923 року у складі Богодухівської округи (з листопада 1923 — Охтирська) Харківської губернії. 5 січня 1925 року ліквідований.
На момент розформування до складу району входили 6 сільських рад:
- Воскресенська
- Добренська
- Куп'єваська
- Ново-Рябинівська
- Старо-Рябинівська
- Яблочанська

Воскресенська сільрада без села Катеринівки і Куп'єваська сільрада відійшли до Богодухівського району Охтирської округи (зараз — Харківська область), решта сільрад з селом Катеринівкою — до Кириківського району (зараз — територія Великописарівського району Сумської області).